# 法特米尔·塞伊迪乌
法特米爾·塞伊迪烏（1951年10月23日—），科索沃共和國第二任總統。
塞伊迪烏出生于當時為南斯拉夫一自治省的科索沃的小村庄帕卡什蒂查（Pakaštica）。塞伊迪烏是科索沃民主联盟的成员，2006年1月，時任科索沃总统易卜拉欣·鲁戈瓦因肺癌去世，塞伊迪乌被聯合國科索沃臨時行政當局特派團選中接替魯戈瓦，就任新總統，2006年2月10日就職。2006年7月24日，塞伊迪乌在維也纳参加了高層會議，会见了塞尔维亚的總統和總理，共同商讨科索沃未来的地位问题。塞伊迪乌也是2001年科索沃憲法框架的起草人之一，他通晓阿尔巴尼亚语、英語、法语和塞尔维亚语。
他和他的妻子内扎费特有三个儿子。
2008年2月17日，科索沃正式宣布独立。2010年9月27日，因同時擔任總統和政黨主席而被法庭裁定違反憲法，塞伊迪烏宣布辭去總統職務。